# Tìm vịt trán trắng
Tìm vịt trán trắng (danh pháp hai phần: Chrysococcyx minutillus) là một loài chim trong họ Cu cu.
Nó được tìm thấy ở Úc, Campuchia, Indonesia, Malaysia, Papua New Guinea, Singapore, Thái Lan, và Việt Nam. Môi trường sinh sống tự nhiên của nó là rừng đất thấp ẩm nhiệt đới hoặc cận nhiệt đới. Đây là chim cu nhỏ nhất thế giới, cân nặng chỉ 17 gram và dài 15 cm.